# AN/MPQ-4
AN/MPQ-4とはアメリカ陸軍の対砲兵レーダーである。敵の配置した迫撃砲の捜索を主任務としており、より大型の砲兵部隊の捜索は二次的な任務だった。この装置はゼネラル・エレクトリック社製で、軍用として就役したのは1958年のことである。この装置は、もっと早くに登場し、より簡易な機構のAN/MPQ-10を代替した。MPQ-4は、1発の射弾を観測することにより、敵迫撃砲の位置を20秒以下で標定することができる。一方、MPQ-10は数発の射弾の観測を必要とし、位置を定めるのに4、5分を要した。MPQ-4は、1970年代までアメリカ陸軍の対砲兵レーダーシステムの主力の一つとして就役し続けた。この装備の代替はパッシブ・フェーズドアレイ・アンテナを用いるAN/TPQ-36によって行われた。

## 経緯
第二次世界大戦中、新規に導入されたSCR-584レーダーの操作員は、ときおり飛翔中の砲弾を観測できることに注目した。相当な努力により、彼らはこうした砲弾を追尾し、さらには放物線を描く弾道を手によって算出した。この弾道を観察し、彼らは発射される砲弾を識別し、友軍の砲兵部隊にこの情報を伝達することができた。
アメリカ陸軍の最初の対砲兵レーダーはAN/MPQ-10である。この装置は基本的にSCR-584の小型版で、ボフォース 40mm機関砲の台車の上に搭載された。このシステムは1951年に就役し、手動で操作するのは変わらなかったものの、同様な機能を果たすための改修を幾度か受けている。
敵の撃ち出す迫撃弾を見つけ出すには、命令から通常4分から5分を要し、また数発の砲撃を観測する必要があった。AN/KPQ-1ではこれを改善する目的で5基のレーダーアンテナを用い、水平からわずかに角度を変えて方向を定め、電波を放出した。このため水平方向に広大な範囲を捕捉できた。
第一射を観測するという問題のより良い解決法はジョン・スチュアート・フォスターによって開発された。このとき彼は、カナダ国立研究評議会との技術交流の一環としてMIT放射線研究所に勤めていた。フォスター・スキャナーは、選択された方向軸に沿ってレーダー波を前後に移動させ、高速でスキャンする機械的なシステムである。対砲兵用として、レーダー波のビームは水平方向にスキャンを行う。このため、どんなものであれレーダー前方の広い角度をよぎって砲弾が発射されれば、扇状に成形された電波を通過し、観測される。
AN/MPQ-4はフォスター・スキャナーを搭載した最初の対砲兵レーダーである。1958年に就役、MPQ-10を主役から外させ、主に友軍の発射した飛翔中の砲弾を観測し、砲撃を修正するために使われた。ベトナム戦争においてMPQ-4は広く使用された。ここでこの装備はしばしば、水平線をよく見晴らせるように丈の短い木製の足場の上に据えられた。
デジタルな電子装置と信号のパッシブ・スキャニングによってMPQ-4は旧式化した。2種類の装備品が開発され、1つはAN/TPQ-36、さらに1つはより大型のAN/TPQ-37である。TPQ-36の就役は1976年8月だった。

## 機構
MPQ-4の使用する主信号はKuバンド（12～18GHz)のキャビティ・マグネトロンから供給される。この信号はフォスター・スキャナーに送られ、ここで幅17.8ミル、高さ14.25ミルの信号（1：0.8度）が作られ、放出される。毎秒17回、信号は前後に行き帰りして水平方向の走査を行う。作り出される信号のパターンは扇状で、垂直方向に狭く、水平方向に幅が445ミル（25度）である。スプリッター、つまりビーム分割板が設けられており、もともと出力されてきたビームを、2つのごくわずかに離れた信号へと分割する。この結果、垂直方向に2つ重ねられた扇状の信号が得られ、その配置は36ミル(2度)である。
敵の砲弾が撃ち出された時、これは2層のビームを順々に貫通していく。両方の反射はBスコープ・ディスプレイに送られ、2つの輝点を表示させる。最初のものが表示された時、操作員は2つの手動ハンドルを回し、ディスプレイ上の垂直及び水平のラインを動かし、輝点の上に重ね合わせて「ストロボ」とした。それから操作員は上層のビームに砲弾が現れ、輝点が出現するのを待つ。今度は操作員は2組目の手動ハンドルを操作し、新しい位置に現れたストロボへ移動させる。過程は全部で20秒ほどかかる。
手動ハンドルはアナログ式の自動計算装置に連結しており、砲兵の座標を常に計算、出力する。計算は極めて簡易なもので、2点間を直線補間し座標を決定する。これは距離と方位を表すものであり、また観測前にレーダーの位置を入力しておくことにより、相対位置（東方向と北方向）がメートルで出力される。計算内容が不正確な場合、赤ランプがパネルに灯る。
ストロボの位置の正確さを補助するものとして、レンジゲートシステムを用い、ディスプレイを拡大できた。これは輝点同士を別々に垂直方向へ動かす効果があり、輝点間の差をより明瞭なものにした。またシステムは一般的に、輝点が低い角度で示された際にはもっと正確なものになった。その場合、実際の弾道と、計算装置の外挿した直線の間の差異は最小化された 。
正確性はさらに改善された。これは別のハンドルを回転させ、2つの輝点が出現するまでの時間を計測するというものだった。この作業を簡易化するため、ストップウォッチ様のタイマーがメインディスプレイの右側に取り付けられた。しかしながら、このタイマーの主な目的は、システムに垂直方向の弾速を計算させられるようにすることであり、これによって弾道の頂点を予測し、着弾点を計算することができた。
このシステムは、榴弾砲のような、迫撃砲よりは低角度で撃ち出す砲兵に対してもいくつかの機能を発揮できた。こうした兵器から撃ち出される砲弾は、2層のビームの両方をよぎるほど高い弾道を描かないことがあるため、システムに第2モードが設定された。これは代わりに、単一かつ幅広のビームを放出するものだった。この「シングルビーム」モードでは、砲弾がディスプレイ上に現れ、それから少し時間が経過して消滅した。また小さい輝点の代わりに長い光条が現れた。ふつう計算は、光条の両端にストロボを置くことで実行された。
このシステムの最大標定距離は15,000mであり、この範囲で効果的に用いることができた。距離の正確性はおよそ15m、方向では1.5ミル、ただしディスプレイの解像度はおよそ50mに制限されていた。
このシステムは1.5tトレーラーに搭載された。レーダースキャナーはおおよそ中央部に位置し、後方に操作員のコンソールが据えられた。このシステムはトレーラー後方からじかに操作するか、コンソールを外し、レーダーの後方へ運び、45.7m長のケーブルで接続して動かした。電源は400Hzの発電機で供給した。全備重量は2766.9kgである。設置に要する時間は通常15分から30分かかった。

## 運用国

### 日本
東芝が陸上自衛隊向けにライセンス生産を行った。特科連隊の情報中隊及び特科群の観測中隊のレーダ標定小隊に装備された。73式大型トラックでレーダ装置及び発電機をそれぞれけん引した。

### 書籍
- Marschhausen, John (June 1958). “New Eyes for the Countermortar Teams”. Artillery Trends (US Army Artillery and Missile School).
- Operator's Manual for Radar Set AN/MPQ-4A. US Army. (1977)